# Подљасје
Подљасје или подласје (укр. Підляшшя, Підлясся; пољ. Podlasie, Podlasze) је историјско-културна и географска област у североисточној Пољској. Смештено је у пограничном подручју Пољске и Белорусије. Простире се између Холмштине (Холмска земља, Холмска Русија, Забушка Русија или Забужје) на југу и реке Нарев на северу. Најзначајнији градови области су Дрохичин и Бјелск Подласки.

## Етимологија
Једна од верзија етимологије овог топонима повезује га са речју „лес” (шума) - слично имену суседног Пољесја. Према овој верзији, израз „под ласјем” је изведен из реченице „под лесом”, односно „Подлесје”, „земља под шумом”, „земља прекривена шумом”, што је условљено особеностима локалног пејзажа у прошлости, густим и огромним шумама.
Према другој верзији назив Подљасје је изведено од назива словенског племена Љахи, па је значење имена „земља под Љасима”. У прилог ове верзије, иде и назив ове области на литванском језику Паленки (Ленкија на литванском значи Пољска, а мишкас значи шума).
Белоруске (Падляшша - „под Љахима”; Падляссе, Падлессе - „под лесом”), а слично и украјинске и пољске верзије имена не дозвољавају извлачење јасног закључка.